# Les Bécasses
Les Bécasses est une nouvelle de Guy de Maupassant, parue en 1885.

## Historique
Les Bécasses est une nouvelle écrite par Guy de Maupassant et publiée initialement dans le quotidien Gil Blas du 20 octobre 1885, avant d'être reprise dans le recueil Monsieur Parent.

## Résumé
Au cours d'une partie de chasse à la bécasse, maître Picot raconte au narrateur comment son berger, Gargan le muet, a tué sa femme.

## Éditions
- Gil Blas, 1885
- Monsieur Parent recueil  paru en 1885 chez l'éditeur Paul Ollendorff.
- Maupassant, Contes et Nouvelles, tome II, texte établi et annoté par Louis Forestier, éditions Gallimard, Bibliothèque de la Pléiade, 1979.